# R del Rellotge
R del Rellotge (R Horologii) és un estel variable en la constel·lació del Rellotge. Quan aconsegueix la seva lluentor màxima —magnitud aparent +4,7— és el segon estel més brillant de la seva constel·lació després d'α Horologii. S'hi troba a uns 1000 anys llum de distància del Sistema Solar.
R Horologii és una geganta vermella de tipus espectral M7 IIIe. És una variable Mira la lluentor de la qual oscil·la entre magnitud +4,7 i +14,3, i és una de les variables d'aquest tipus més brillants de l'hemisferi sud. El seu període, de 407,6 dies, sembla haver augmentat amb el temps, ja que anteriorment era de 401,5 dies. Les variables Mira, anomenades així per l'estel Mira (ο Ceti), són estels en els últims estadis de la seva evolució la inestabilitat de la qual prové de pulsacions en la seva superfície que provoquen canvis en el seu color i lluentor. En un futur no gaire llunyà R Horologii expulsarà definitivament les seves capes exteriors i formarà una nebulosa planetària, quedant com a romanent estel·lar una nana blanca al seu centre.
Igual que altres variables Mira com L2 Puppis, S Orionis o U Orionis, R Horologii mostra emissió màser de monòxid de silici.